# La conferencia secreta del Toto's Bar
La conferencia secreta del Toto's Bar es el tercer álbum del grupo de rock uruguayo Los Shakers, y el último de su primera etapa. 
El disco fue grabado en Argentina entre la segunda mitad de 1967 y los primeros meses de 1968. 
Fue editado a fines de 1968 en Argentina y en febrero de 1969 en Uruguay.

## Detalles e influencias
Si bien en su momento tuvo escasa repercusión, es considerado hoy en día como uno de los mejores discos de rock grabados en Sudamérica en la década de 1960.
El disco tiene claras reminiscencias de Sgt. Pepper's Lonely Hearts Club Band de The Beatles, como por ejemplo las dos canciones enganchadas al comienzo, como el tema final recuerda a A Day in the Life, o las humoradas musicales a lo largo del álbum, entre otras similitudes. Por esa razón es llamado frecuentemente el «Sgt. Pepper's de América Latina».
También hay canciones en las que se mezcla el rock y jazz con música rioplatense: "Candombe", inspirada en el trabajo de Manolo Guardia y "Más largo que el Ciruela", donde se puede oír sonar un bandoneón que remite a Astor Piazzolla, y cuya inclusión fue idea de "Pelín" Capobianco).
El título del trabajo es una referencia a la Conferencia de Presidentes Americanos realizada en Punta del Este en abril de 1967. Toto era el dueño de un bar de esa ciudad.

## Recepción
En el momento de ser publicado el disco, Los Shakers ya eran una banda desarmada. Esto, sumado a que la compañía discográfica Odeón se desentendió del material, hizo que la difusión que tuvo el álbum fuera inexistente. Pese a ello, deslumbró e influyó en una gran cantidad de músicos de Argentina y Uruguay, incluyendo a Luis Alberto Spinetta y Charly García.
Es considerado en la actualidad como un disco fundamental en la historia del rock latinoamericano, ya que resultó un anticipo a la fusión que se dio más tarde entre el rock y el pop con géneros musicales de Sudamérica.
En 2007 se reeditó en CD por EMI Odeón Argentina con 5 bonus tracks.

## Lista de canciones
Todas las canciones fueron escritas por Hugo Fattoruso y Osvaldo Fattoruso.
Lado A
1. «La conferencia secreta del Toto's Bar - Mi tía Clementina».
2. «Candombe».
3. «Acostumbro a ver T.V. los martes 36».
4. «Una forma de arco iris».
5. «Siempre tú».

Lado B
1. «B.B.B. Band».
2. «Yo recuerdo mi mundo».
3. «Oh mi amigo».
4. «El pino y la rosa».
5. «Señor Carretera el encantado».
6. «Más largo que el ciruela».

## Integrantes
- Hugo Fattoruso: primera guitarra, teclados, voz.
- Osvaldo Fattoruso: segunda guitarra, voz.
- Carlos «Caio» Vila: batería.
- Roberto «Pelín» Capobianco: bajo, violoncello, bandoneón.